# Ron Andruff
Ronald Nicholas Andruff (Kanada, Brit Columbia, Port Alberni, 1953. július 10. –) profi jégkorongozó.

## Karrier
Komolyabb junior karrierjét a Flin Flon Bombersben kezdte 1971-ben. Két idényt játszott ebben a csapatban. Az 1973-as NHL-amatőr drafton a Canadiens választotta ki a második kör 32. helyén. Szintén draftolták az 1973-as WHA-amatőr drafton az első kör 11. helyén (Winnipeg Jets). 1973-ban az AHL-es Nova-Scotia Voyageursbe került és a következő szezont is itt játszotta de a szezon közben felkerült a Montréal Canadienshez öt mérkőzésre. A következő szezonban mindössze egy mérkőzésen lépett jégre az NHL-ben a Montréal színeiben és utána leküldték az AHL-ben, ahol viszont az év játékosa lett (88 pontot szerzett). 1976-ban a Colorado Rockies csapatába került. Itt két, majdnem teljes idényt játszott de a harmadikban már csak három mérkőzést és azután leküldték az AHL-es New Haven Nighthawks és a Philadelphia Firebirdsbe. 1979-ben Németországba ment játszani. Két idényt a Mannheim ERC-ben és egy idényt a Dusseldorfer EG-ben töltött. 1982-ben vonult vissza.

## Díjai
- AHL Első All-Star Csapat: 1976
- Les Cunningham-díj: 1976
- Calder-kupa: 1976
- Német bajnok: 1980